# Jan Lauwers (wielrenner)
Jan Lauwers (Zemst-Bos, 5 oktober 1938) is een gewezen Belgisch profwielrenner uit het dorp Zemst-Bos.

## Carrière

### Vroege carrière
Op 28 juli 1957 won hij op 18-jarige leeftijd te Meise zijn eerste koers bij de nieuwelingen, namelijk Meise-Eversem. In 1959 haalde hij nog enkele goede resultaten, maar het was wachten tot in 1960 voor een nieuwe overwinning. In dat jaar won hij twee etappes in de Ronde van België voor amateurs, net als de amateurkoers Brussel-Oetingen. In 1961 behaalde hij enkel in Bekkevoort een tweede plaats in een amateurswedstrijd, maar in 1962 brak hij definitief door. In de periode maart-mei 1961 behaalde hij maar liefst 5 overwinningen bij de amateurs. Vanaf midden mei 1962 stopte hij als amateur en ging hij aan de slag als onafhankelijke, het niveau tussen amateur en prof. Hij won vrij snel twee criteria alsook de Grote Scheldeprijs voor onafhankelijken. Op 23 augustus 1962 behaalde hij, nog steeds als onafhankelijke, met de Grote Geteprijs zijn eerste profzege.

### Profcarrière
De goede resultaten van de Zemstenaar bleven niet onopgemerkt en op 3 oktober 1962 sloot de bijna 24-jarige wielrenner zich aan bij de wielerploeg Flandria-Faema-Clement, waar Rik Van Looy toen de vedette was. Op 1 april 1963 sloot hij zich weliswaar al aan bij de nieuw opgericht ploeg GBC-Libertas. Met deze ploeg nam hij deel aan de Ronde van Spanje van datzelfde jaar en Jan behaalde maar liefst twee zeges in deze grote ronde: te Bilbao en te Barcelona. Later dat jaar deed hij enkel nog aan kleinere koersen mee, waarvan hij er één kon winnen. Eind 1963 werd GBC-Libertas opgedoekt en hij besloot terug te keren naar zijn vorige ploeg, die toen Flandria-Romeo heette. In 1964 behaalde hij één overwinning in Zwitserland en in 1965 kon hij twee lokale koersen winnen. In 1966 en 1967, de twee laatste jaren van zijn carrière, reed hij voor de ploeg Romeo-Smith's. In zijn eerste jaar bij deze ploeg behaalde hij maar liefst 3 tweede plaatsen, zijn enige overwinning van dat jaar was er wel een voor eigen publiek: de GP Stad Vilvoorde. Ook in zijn laatste jaar als prof haalde hij maar één overwinning meer, dit was weliswaar opnieuw een etappe in de prestigieuze Ronde van Spanje.

## Palmares

### Overwinningen
1957 - 1 zege (0 profzeges)
- Meise-Eversem (nieuwelingen)

1960 - 3 zeges (0 profzeges)
- 3e etappe deel A  Belgisch kampioenschap wielrennen voor amateurs
- 5e etappe deel B  Belgisch kampioenschap wielrennen voor amateurs
- Brussel-Oetingen (amateurs)

1962 - 10 zeges (2 profzeges)
- Wedstrijd Sint-Genesius-Rode (amateurs)
- Brussel-Hekelgem (amateurs)
- Wedstrijd Rillaar (amateurs)
- Wedstrijd Nederokkerzeel (amateurs)
- Wedstrijd Asse (amateurs)
- Criterium van Raversijde (onafhankelijken)
- Criterium van Neigem (onafhankelijken)
- Grote Scheldeprijs (onafhankelijken)
- Grote Geteprijs
- Schaal Sels

1963 - 3 profzeges
- 4e etappe  Ronde van Spanje
- 11e etappe  Ronde van Spanje
- Wedstrijd Koersel

1964 - 1 profzege
- Grote Prijs Kanton Aargau

1965 - 2 profzeges
- Criterium van Roeselare
- Criterium van Nieuwkerken-Waas

1966 - 1 profzege
- Grote Prijs Stad Vilvoorde

1967 - 1 profzege
- 9e etappe  Ronde van Spanje

## Resultaten in voornaamste wedstrijden
| Jaar | Milaan-San Remo | Gent-Wevelgem | Ronde van Vlaanderen | Parijs-Roubaix | Omloop Het Volk | Brabantse Pijl |
| ---- | --------------- | ------------- | -------------------- | -------------- | --------------- | -------------- |
| 1963 | 63e             |               |                      |                |                 |                |
| 1964 |                 |               | 18e                  | 30e            | 34e             |                |
| 1966 | 59e             | 14e           |                      |                | 16e             |                |
| 1967 |                 | 41e           | 21e                  |                | 10e             | Zilver         |